# Ulrich Muhlack
Ulrich Muhlack (* 3. Oktober 1940 in Königsberg) ist ein deutscher Historiker.
Ulrich Muhlack studierte von 1960 bis 1965 Geschichte und Latein an den Universitäten Frankfurt am Main und Göttingen. Er absolvierte 1965 das Erste Staatsexamen für das Lehramt an Gymnasien. Im folgenden Jahr wurde er in Frankfurt am Main mit einer Dissertation zu Frankreich in der Politik des preußischen Staatsmanns Wilhelm von Humboldt promoviert. Ab 1972 war er Professor für allgemeine historische Methodenlehre und Geschichte der Geschichtsschreibung an der Universität Frankfurt am Main. Seit dem Sommersemester 2006 ist er pensioniert. Zu Muhlacks akademischen Schülern gehört u. a. Gerrit Walther. Zu seinem 65. Geburtstag wurde er mit der Herausgabe seiner Schriften in Form eines Sammelbandes geehrt. Der Band bündelt insgesamt 14 Aufsätze Muhlacks, die im Zeitraum von 1978 bis 2004 veröffentlicht wurden.
Muhlack hat sich intensiv mit der Geschichtstheorie und der Geschichtsschreibung des Humanismus (insbesondere am Beispiel von Beatus Rhenanus) befasst. Seine 1991 erschienene Synthese Geschichtswissenschaft im Humanismus und in der Aufklärung. Die Vorgeschichte des Historismus gilt als seine wichtigste monographische Veröffentlichung. Gegenwärtig arbeitet er im Auftrag der Bayerischen Akademie der Wissenschaften an einer Edition des Briefwechsels von Leopold von Ranke. 

## Schriften
Monographien
- Das zeitgenössische Frankreich in der Politik Humboldts (= Historische Studien. H. 400). Matthiesen, Lübeck/Hamburg 1967 (Dissertation, Universität Frankfurt am Main, 1966).
- mit Ada Hentschke: Einführung in die Geschichte der klassischen Philologie. Wissenschaftliche Buchgesellschaft, Darmstadt 1972, ISBN 3-534-05671-X.
- Geschichtswissenschaft im Humanismus und in der Aufklärung. Die Vorgeschichte des Historismus. Beck, München 1991, ISBN 3-406-35091-7.
- mit Hubert Wolf, Dominik Burkard: Rankes „Päpste“ auf dem Index. Dogma und Historie im Widerstreit (= Römische Inquisition und Indexkongregation. Bd. 3). Schöningh, Paderborn/München/Wien/Zürich 2003, ISBN 3-506-77674-6.
- Staatensystem und Geschichtsschreibung. Ausgewählte Aufsätze zu Humanismus und Historismus, Absolutismus und Aufklärung (= Historische Forschungen. Bd. 83). Hrsg. von Notker Hammerstein und Gerrit Walther. Duncker und Humblot, Berlin 2006, ISBN 3-428-12025-6.

Herausgeberschaften
- Leopold von Ranke: Die grossen Mächte / Politisches Gespräch. Hrsg., kommentiert und mit einem Nachwort versehen von Ulrich Muhlack. Insel, Frankfurt am Main/Leipzig 1995, ISBN 3-458-33476-9.
- Historisierung und gesellschaftlicher Wandel in Deutschland im 19. Jahrhundert (= Wissenskultur und gesellschaftlicher Wandel. Bd. 5). Akademie, Berlin 2003, ISBN 3-05-003841-1.